# 高本ヨネコ
高本 ヨネコ（たかもと ヨネコ、6月12日 - ）は、日本の漫画家。男性。

## 人物
『友100』で第78回週刊少年マガジン新人漫画賞佳作を受賞。『マガジンSPECIAL』2007年12月号で同作を読み切りで掲載し漫画家デビュー。
『別冊少年マガジン』2009年10月号『恋忍』で連載デビュー。
『漫画サンデー』で『をのころん』を2012年から2013年まで連載し、これ以降漫画家としての活動はない。
実業之日本社のサイトでは「へんたいまんが家」と紹介されている。

## 受賞歴
- 友100（週刊少年マガジン新人漫画賞 第78回 佳作）

## 作品

### 連載
- 恋忍（『別冊少年マガジン』2009年10月号（創刊号） - 2011年4月号、全1巻） - 2010年6月号以降及び特別編は単行本未収録
  - 特別編（『週刊少年マガジン』2009年49号）
- をのころん（『漫画サンデー』2012年6月19日号 - 2013年3月5日号、全1巻） - 原作：ルノアール兄弟

### 読切
- 友100（『マガジンSPECIAL』2007年12月号） - デビュー作、単行本未収録
- DTプロデュース（『マガジンSPECIAL』2008年12月号） - 単行本未収録
- 探偵流儀（『マガジンドラゴン』Vol.2（2009年1月発売）） - 単行本未収録
- ミヤジマが持ち込みします。（『別冊少年マガジン』2010年12月号） - 単行本未収録
- ラブの華トラブル（『別冊少年マガジン』2011年3月号） - support by 瀬尾公治・押見修造・奈央晃徳、単行本未収録

## 師匠
- 寺嶋裕二